# Arete (datter af Dionysius)
Arete ( oldgræsk: Ἀρετή ) var datter af den syrakusiske tyran Dionysius I af Syracusa med Aristomache.
Efter hendes første ægtemands, Thearides, død, blev Arete gift med sin morbror, Dion af Syracuse. Efter Dion flygtede fra Syracuse under hendes bror, Dionysius' regeringstid, blev Arete tvunget til at gifte sig med Timocrates fra Syracuse, en af Dionysius' venner. Hun blev dog igen modtaget af Dion som hans hustru, da han kort tid efter erobrede Syracus og fordrev den yngre Dionysius.
Efter Dions mord i 353 f.v.t. blev Arete fængslet sammen med sin mor Aristomache. I deres fangeskab fødte Arete en søn. Arete og Aristomache blev efterfølgende befriet og modtaget af Hicetas af Leontini, en af Dions venner, men han blev bagefter overtalt af Dions fjender til at drukne dem.

## Eksterne henvisnnger
- : Arete hos Wikisource.org (tysk)